# Discovery Home & Health
O Discovery Home & Health é um canal de TV por assinatura dedicado à beleza, bem estar e a vida em família. O Discovery Home & Health apresenta uma programação diversificada, englobando temas como beleza, moda, saúde, programas científicos entre outros. A expressão "Home & Health" significa "Casa e Saúde" em português.

## Programação semanal
A grade de programação do Discovery Home & Health é dividida a cada dia da semana, onde cada dia tem uma programação especial, de um determinado tema geral. É dividida em: Segundas de Emoção, Terças à Mesa, Quartas de Beleza, Quintas em Casa e Sextas em Família. O final de semana é normalmente dedicado a programação variada, de entretenimento e informação, sendo que aos domingos à noite, vai ao ar diversos documentários. Essa programação semanal do programa é transmitida sempre a partir das 14h, sendo que da faixa das 19h à 0h (horário nobre), é exibido episódio inédito de determinados programas do dia, da qual a faixa de horário nobre é amplamente divulgado pela emissora. Já da faixa que se estende da madrugada até as duas da tarde, é reprisado diversos episódios de vários programas do canal.
Além disso, é exibido nas segundas, quintas e sextas, às 18h, o programa "Especial Médicos", sendo que às quartas é exibido às 17h30. O especial aborda assuntos sobre a saúde, como hipertensão, diabetes, Alzheimer, depressão, insônia, síndromes, transtornos, entre outros. E nas terças e quartas, às seis da tarde, o canal transmite o programa "SOS Casamento", apresentado pela apresentadora Ana Canosa, na qual tenta reconciliar casais que estão desestruturados e em guerra. Ambos os programas são produzidos no Brasil.

### Segundas de Emoção
Exibe programas sobre casamento e relacionamentos em geral, tais como Negócios dos Sonhos.

### Terças à Mesa
É transmitido programas que tratam de assuntos culinários como Cake Boss, MasterChef, Master Chef Júnior, Batalha dos Confeiteiros e Guerra dos Cupcakes.

### Quartas de Beleza
Às quartas-feiras o canal exibe programas temáticos sobre beleza, estética e recomendações de aparência física elegante e sensual. Os programas exibidos são: Vestida Para Matar, Coisas Que Odeio em Mim, 10 Anos Mais Jovem, Esquadrão da Moda e Troca de Estilos.

### Quintas em Casa
Na emissora, todas as quintas vai ao ar programas cujo tema aborda o lar, a casa, bem organizada ou decorada e sobre atividades domésticas, como o ato de cozinhar. Séries exibidas nesse dia: Irmãos à Obra, Cada Coisa em Seu Lugar, Acumuladores, e outras.

### Sextas em Família
Às sextas-feiras a emissora transmite programas que abordam o tema família, convivência familiar, nascimento e vida de bebês, e sobre educação e disciplina dos filhos. As séries transmitidas nesse dia são: Um Bebê Por Minuto, A Chegada do Bebê, História de um Bebê, Sala de Parto, Festinhas de Arromba, e outras.

### Programação de final de semana da emissora
Nos finais de semana, é exibida na grade de programação do Discovery Home & Health programas e séries de temas variados, com entretenimento e informação em comum.
Aos sábados é exibido no canal programas como: Meninas Mimadas, Cupom Mania (séries sobre gastos e economia de dinheiro), The Biggest Loser, Quilo Por Quilo (programas sobre fitness e perda de peso) e Enigmas da Medicina (programa sobre questões da medicina, da saúde e sobre doenças). E aos domingos é transmitido os programas Louca Compulsão e Acumuladores (séries que refletem sobre a compulsão por objetos ou comportamentos estranhos), além do especial de documentários de assuntos importantes e sérios que é exibido das 22h à 0h.